# شهرستان روان (تنسی)
شهرستان روان، تنسی (به انگلیسی: Roane County, Tennessee) یک سکونتگاه مسکونی در ایالات متحده آمریکا است که در تنسی واقع شده‌است.

## خصوصیات
شهرستان روان ۱٬۰۲۳ کیلومترمربع مساحت دارد.